# Euston, Suffolk
Euston är en by och en civil parish i distriktet West Suffolk i Suffolk i England. Orten har 137 invånare (2001). Den har en kyrka.